# Cinema armeno

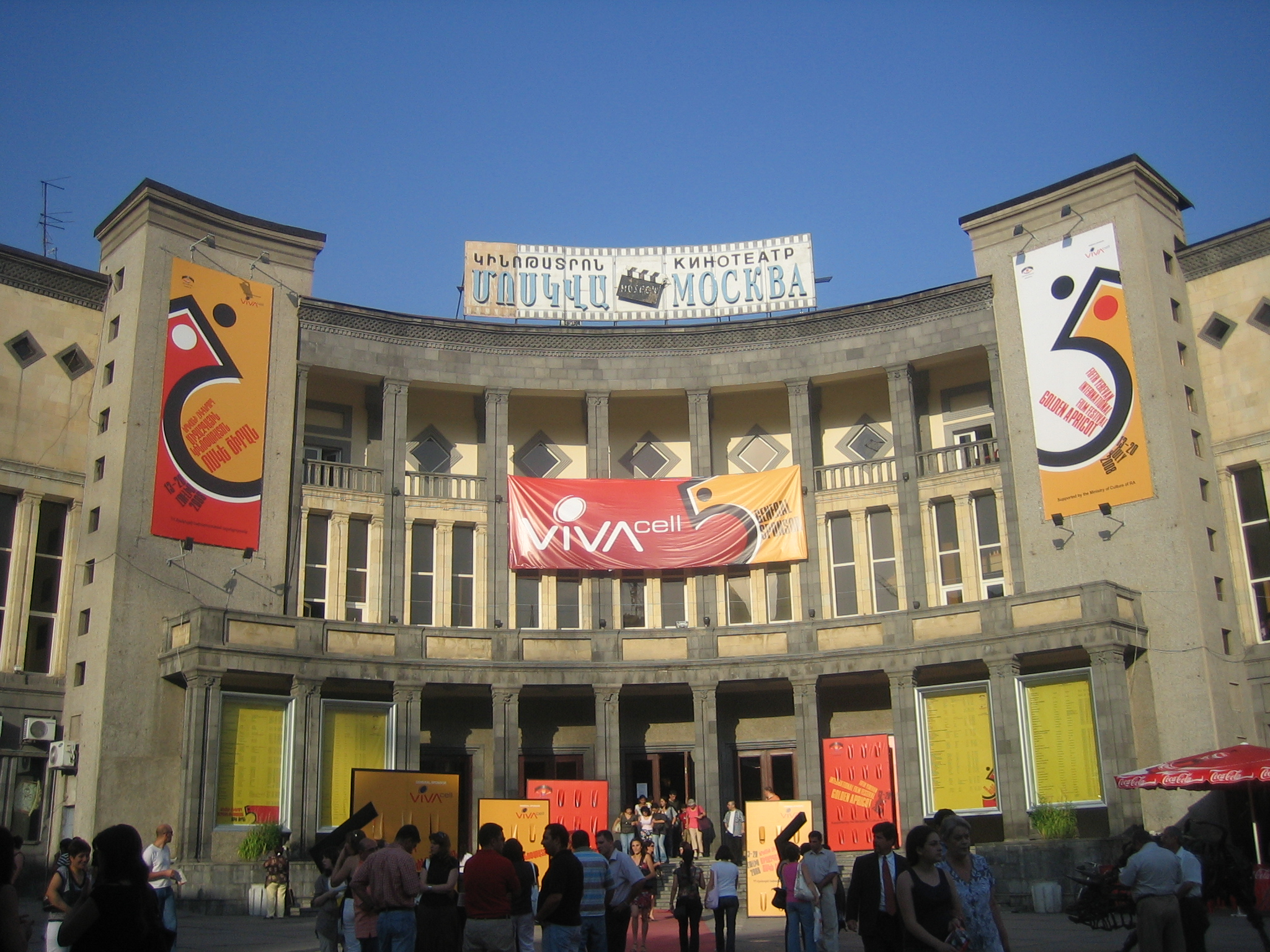
Il cinema Moskva a Yerevan

Il cinema armeno fu istituito il 16 aprile 1923, con la creazione del Comitato statale del cinema armeno tramite decreto governativo.
Il primo film armeno con soggetto armeno chiamato "Haykakan Sinema" fu prodotto nel 1912 al Cairo dall'armeno-egiziano Vahan Zartarian. Il film venne presentato in anteprima al Cairo il 13 marzo 1913.
Nel marzo 1924, fu fondato a Yerevan il primo studio cinematografico armeno, Armenfilm (in armeno Հայֆիլմ?, "Hayfilm", in russo Арменкино? "Armenkino"), iniziato con Soviet Armenia (1924), un film documentario armeno.
Namus fu il primo film muto in bianco e nero armeno (1925), diretto da Hamo Beknazarian e basato su un'opera teatrale di Alexander Shirvanzade che descrive la sfortunata sorte di due amanti, che erano fidanzati dalle loro famiglie fin dall'infanzia, ma a causa delle violazioni del namus (una tradizione d'onore), la ragazza venne sposata con il volere di suo padre con un'altra persona. Il primo film sonoro, Pepo,  fu girato nel 1935 dal regista Hamo Beknazarian.
I registi più recenti includono:
- Sergei Parajanov
- Henrik Malyan
- Artavazd Peleshian
- Hamo Beknazarian
- Edmond Keosayan
- Harutyun Khachatryan
- Frunze Dovlatian
- Mikhail Vartanov
- Levon Mkrtchyan (Hovhannes Shiraz)
- Atom Egoyan
- J. Michael Hagopian

Il cinema armeno moderno produce generalmente ogni anno due o tre lungometraggi, otto cortometraggi e quindici documentari.